# Konsulat Generalny Białorusi w Białymstoku
Konsulat Generalny Białorusi w Białymstoku (biał. Генеральнае консульства Рэспублікі Беларусь ў Беластоку) – misja konsularna Republiki Białorusi w Białymstoku, w Rzeczypospolitej Polskiej.